# Барон, Таль
Таль Барон (ивр. טל בר און‎ Таль Бар Он; род. 7 августа 1992, Тель-Авив) — израильский шахматист, гроссмейстер (2011).
В составе сборной Израиля участник 19-го командного чемпионата Европы (2013) в Варшаве и Всемирной шахматной олимпиады (2016) в Баку.

## Изменения рейтинга
| Графики недоступны из-за технических проблем. См. информацию на Фабрикаторе и на mediawiki.org. |